# Evangelische Kirche Reichenbach (Waldems)

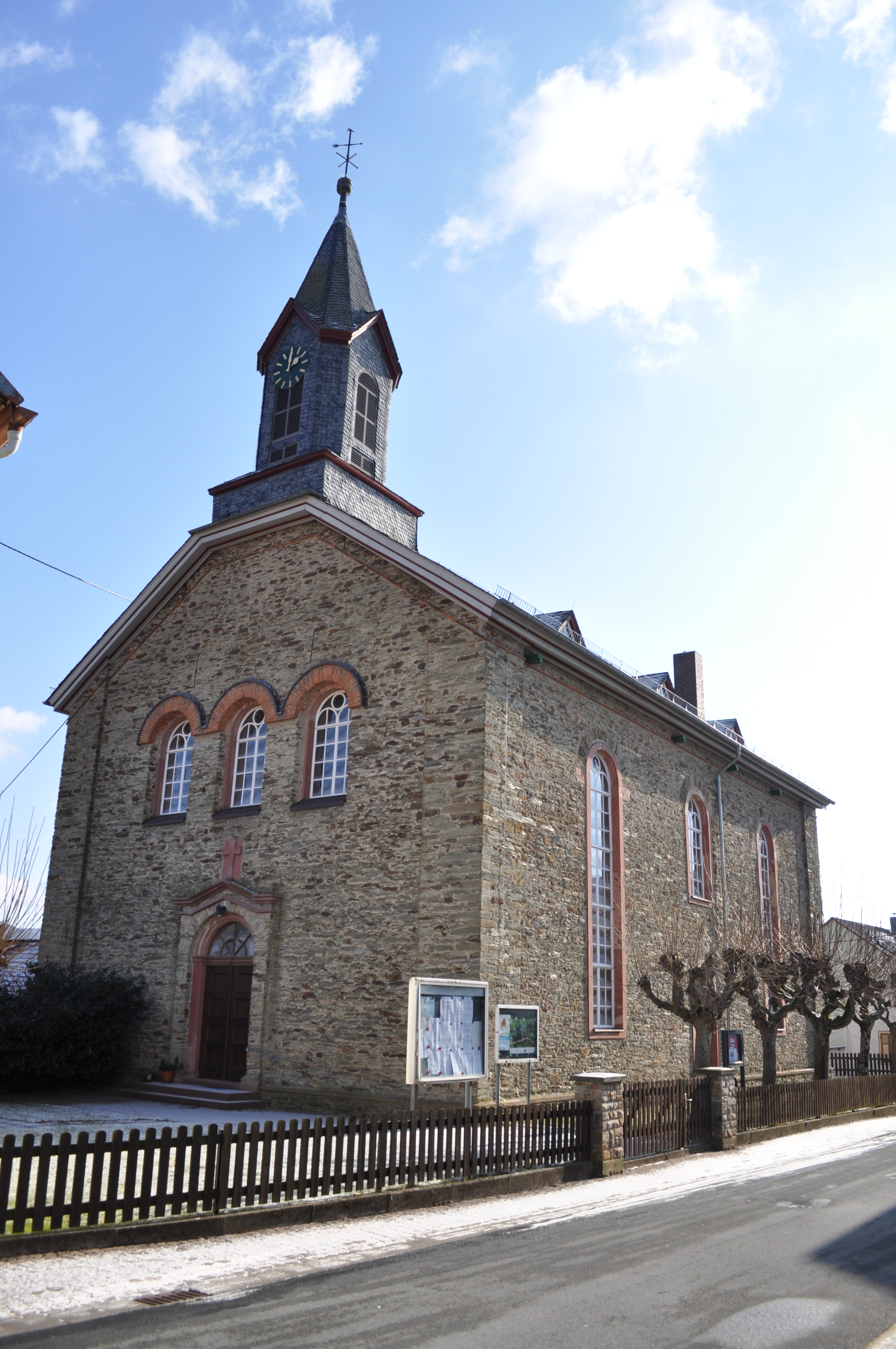
Evangelische Kirche Reichenbach (Waldems)

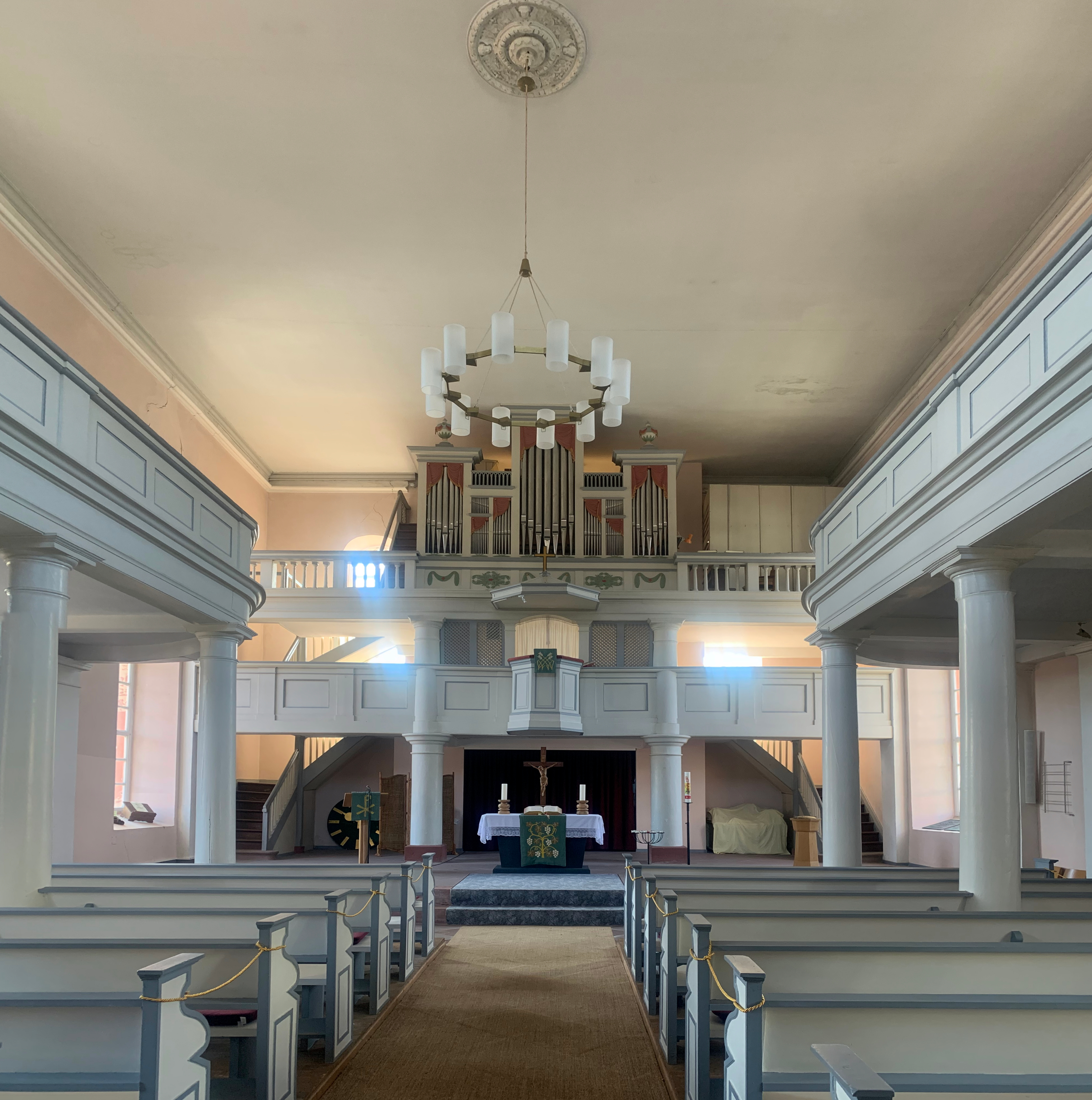
Innenansicht

Die Evangelische Kirche Reichenbach ist ein denkmalgeschütztes Kirchengebäude, das in Reichenbach steht, einem Ortsteil der Gemeinde Waldems im Rheingau-Taunus-Kreis in Hessen. Die Kirche gehört zum Dekanat Rheingau-Taunus in der Propstei Rhein-Main der Evangelischen Kirche in Hessen und Nassau.

## Geschichte und Architektur
Die klassizistische, giebelständige, nach Süden ausgerichtete Saalkirche aus sichtbar belassenen Bruchsteinen wurde 1840 gebaut, nachdem die frühere Kapelle nicht mehr bestand. Die Ecken des Kirchenschiffs werden durch Lisenen betont. Die Bogenfenster sind mit Faschen aus Sandstein gerahmt. Aus dem Satteldach des Kirchenschiffs, das Spitzgaubenn hat, erhebt sich im Norden ein schiefergedeckter, quadratischer Dachreiter mit einem eingezogenen Aufsatz mit abgeschrägten Ecken, der mit einem achtseitigen spitzen Helm bedeckt ist. Er beherbergt die Turmuhr und den Glockenstuhl mit drei Glocken von der Glocken- und Kunstgießerei Rincker aus Sinn (Hessen). Architekt war der Wiesbadener Eduard Zais.
Die Emporen befinden sich an drei Seiten. Auf der Seite des Altars ist die Empore, in der die Kanzel integriert ist, doppelstöckig. Auf ihr steht die von Daniel Raßmann gebaute Orgel mit 13 Registern, einem Manual und einem Pedal. Sie wurde 1917 von der Orgelbau Hardt und 1969 von Gerald Woehl restauriert.
Nach mehreren undichten Stellen im Dach, wurde eine Sanierung des Daches beschlossen. Durch das mehrjährigen Sammeln von Spenden, konnte die Kirchengemeinde das Dach 2015 neu eindecken lassen.

## Die Glocken
Die Reichenbacher Kirche besaß von Anfang 3 Glocken. Das alte Geläut hing vermutlich seit der Erbauung der Kirche 1840 bis 1942 im Turm und wurde per Hand geläutet. Nach dem letzten Läuten am 1. Januar 1942, wurde die beiden größeren Glocken zugunsten des Krieges abgegeben. Die kleinste Glocke war bereits damals die Taufglocke und verblieb bis 1960 im Turm.
Ursprünglich hatte man geplant das neue Geläut im Zuge der großen Renovierung der Kirche von 1953 bis 1957 anzuschaffen. Auf Grund des Geldmangels konnte dies leider nicht realisiert werden. Dank einer großzügigen Spende des damaligen Jagpächters Werner Possmann, der der Leiter der Kelterei Possmann aus Frankfurt war, konnte die Kirchengemeinde die neuen Glocken beauftragen. Im November 1959 wurde final beschlossen das neue Geläut anzuschaffen. Pfarrer Richard Langenfass hielt mit den Gebrüdern Rincker aus Sinn stets Korrespondenz und plante das neue Geläut bis Ostern 1960 in Reichenbach zu haben. Die im Turm verbliebene Taufglocke wurde im Zuge dessen abgehängt und für die neuen Glocken mit eingeschmolzen. Grund dafür war unter anderem der fehlerhafte Ton der kleinen Glocke.
Das Geläut wurde unter Anteilnahme des damaligen Kirchenvorstands und von Interessierten aus der Gemeinde am 4. März 1960 gegossen und am 28. März 1960 durch Pfarrer Wißmüller abgenommen. Letztendlich konnten die Glocken, unter anderem wegen einer Erkrankung von Pfarrer Langenfass, erst am 22. Mai 1960 geweiht werden. Außerdem stellte man fest, dass der alte Glockenstuhl unpassend war, sodass im letzten Zuge noch ein neuer Glockenstuhl gebaut werden musste. Das Geläut wurde in einem stählernen Glockenstuhl aufgehängt und wurde nun mit Motoren angetrieben. Das erste offizielle Läuten erfolgte am 8. Mai 1960 bei einer Hochzeit von Einheimischen.
| Bilder | Name            | Inschrift                           | Durchmesser | Ton | Ton und Gewicht |
| ------ | --------------- | ----------------------------------- | ----------- | --- | --------------- |
|        | Ewigkeitsglocke | "ER IST UNSER FRIEDE"               | 90 cm       | a'  | 416 kg          |
|        | Betglocke       | "BETE UND ARBEITE"                  | 76 cm       | c"  | 246 kg          |
|        | Taufglocke      | "LASSET DIE KINDLEIN ZU MIR KOMMEN" | 60,5 cm     | e"  | 143 kg          |